# Grand-Camp (Seine-Maritime)
Grand-Camp is een gemeente in het Franse departement Seine-Maritime (regio Normandië) en telt 699 inwoners (2004). De plaats maakt deel uit van het arrondissement Le Havre.

## Geografie
De oppervlakte van Grand-Camp bedraagt 4,9 km², de bevolkingsdichtheid is 142,7 inwoners per km².
De onderstaande kaart toont de ligging van Grand-Camp (Seine-Maritime) met de belangrijkste infrastructuur en aangrenzende gemeenten.

## Demografie
Onderstaande figuur toont het verloop van het inwonertal (bron: INSEE-tellingen).